# Cossypha
A Cossypha  a madarak osztályának verébalakúak (Passeriformes) rendjébe és a légykapófélék (Muscicapidae) családjába tartozó nem.

## Rendszerezésük
A nemet Nicholas Aylward Vigors ír zoológus írta le 1825-ben, az alábbi fajok tartoznak ide:
- kékvállú rozsdásrigó (Cossypha cyanocampter)
- barnahátú rozsdásrigó (Cossypha semirufa)
- szemsávos rozsdásrigó (Cossypha heuglini)
- natali rozsdásrigó (Cossypha natalensis)
- Cossypha dichroa
- fehérfejű rozsdásrigó (Cossypha heinrichi)
- fehérkontyos rozsdásrigó (Cossypha niveicapilla)
- pikkelyesfejű rozsdásrigó (Cossypha albicapillus)
- kameruni rozsdásrigó (Cossypha isabellae vagy Oreocossypha isabellae)
- ruwenzori rozsdásrigó (Cossypha archeri vagy Dessonornis archeri)
- olajzöldszárnyú rozsdásrigó (Cossypha anomala vagy Dessonornis anomala)
- fokföldi rozsdásrigó (Cossypha caffra vagy Dessonornis caffra)
- fehértorkú rozsdásrigó (Cossypha humeralis vagy Dessonornis humeralis)
- Cossypha polioptera vagy Sheppardia polioptera

Átsorolva
- fehérhasú rozsdásrigó (Cossypha roberti) más néven (Cossyphicula roberti)